# استونی پوینت (حوزه سرشماری)، نیویورک
استونی پوینت (به انگلیسی: Stony Point) یک منطقهٔ مسکونی در ایالات متحده آمریکا است که در شهرستان راکلند، نیویورک واقع شده‌است. استونی پوینت ۱۷٫۵ کیلومتر مربع مساحت و ۱۲٬۱۴۷ نفر جمعیت دارد و ۳۶ متر بالاتر از سطح دریا واقع شده‌است.